# Kudai (gruppo musicale cileno)
I Kudai sono un gruppo musicale cileno di pop latino. Il gruppo ha questo nome dal 2004, ed è composto da due ragazzi e due ragazze Pablo Hloman, Nicole Natalino, Tomás Cañas e Bárbara Sepúlveda.

## Carriera
Nel 2006 Nicole Natalino lascia il gruppo, al suo posto arriva la cantante ecuadoriana Gabriela Villalba (20 settembre 2004).
Il gruppo fu fondato nel 2000, quando venne creata una boy band di ragazzini che potessero cantare alcuni vecchi successi discografici italiani degli anni ottanta. Il gruppo venne chiamato Ciao e incise un solo disco che ebbe un discreto successo.
Nel 2004 il gruppo cambia nome in Kudai (dal mapudungun kudaw, "lavoro") e incide un nuovo album Vuelo. Il primo singolo, Sin Despertar, scala rapidamente le classifiche di vendita cilene; all'inizio del 2005 esce il secondo singolo, la ballata Ya Nada Queda che ottenne un successo ancora maggiore come pure il terzo singolo estratto Escapar. Nell'agosto dello stesso anno ricevettero il disco di platino per Vuelo.
Nel settembre 2005 vengono nominati come "Mejor Banda Central" e "Mejor Nueva Banda Central" agli MTV Video Music Awards Latinoamérica 2005. Nel 2006 hanno vinto il premio Orgullosamente Latino 2006 e l'MTV Latinoamérica 2006 Award come miglior artista pop.
Nel 2010 la banda annunciò la sua separazione spiegando che è tempo che gli integranti crescano separatamente.
Nel 2016 viene ufficializzata la reunion del gruppo.

## Formazione

### Formazione attuale
- Pablo Holman Concha – voce, chitarra solista - (1999-2010) , (2016-presente)
- Nicole Natalino Torres – voce, chitarra solista - (1999-2006) , (2016-presente)
- Tomás Cañas Manzi – voce, chitarra solista - (1999-2010) , (2016-presente)
- Bárbara Sepúlveda Labra – voce - (1999-2010) , (2016-presente)

### Ex componenti
- Gabriela Villalba Jervi – voce - (2006-2010)

## Discografia
- 2001 - Ciao, el poder de los niños (stessa formazione ma diverso nome della band)
- 2004 - Vuelo
- 2005 - En Vivo - Gira 2004-2005 (DVD)
- 2006 - Sobrevive
- 2006 - Sobrevive (ristampa)
- 2008 - Nadha
- 2019 - Laberinto

## Singoli
- 2004 - Sin Despertar
- 2004 - Ya Nada Queda (17 settimane al n. 1 delle classifiche cilene)
- 2005 - Escapar (6 settimane al n. 1 delle classifiche cilene)
- 2005 - Lejos de la Ciudad
- 2006 - Quiero Mis Quinces
- 2006 - Déjame Gritar
- 2006 - Llévame
- 2007 - Tal Vez
- 2007 - Tú
- 2008 - Lejos de aquì
- 2008 - Nada es Igual
- 2009 - Morir de amor
- 2009 - Disfraz
- 2010 - Nuestros destinos
- 2017 - Aquí estaré
- 2018 - Piensa
- 2018 - Lluvia de fuego
- 2018 - Dime cómo fue